# Кирилл (имя)
Кири́лл (греч. Κύριλλος «господин», «владыка», «хозяин» ← др.-греч. κύριος) — мужское русское личное имя греческого происхождения.
На Русь попало с христианством из Византии. Согласно лингвисту В. А. Никонову, на 1988 год имя в СССР было редким для сельской местности, но приобрело популярность в городе. По мнению лингвиста Ю. А. Рылова, для XX века в России имя оставалось редким, но к 2003 году его применение было значительным.
От имени Кирилл было образовано около 60 фамилий, в том числе: Кириллов, Кирилов, Кирилин, Кирьянов, Курилов, Чурилин, Чурсанов, Кирильцев, Курилёв, Курилкин, Чуриков, Куриленко, Кириленко и другие.

## Именины
- Православные[1]: 31 января, 17 февраля, 27 февраля, 18 марта, 22 марта, 31 марта, 3 апреля, 11 апреля, 11 мая, 17 мая, 24 мая, 3 июня, 22 июня, 30 июня, 22 июля, 15 августа, 19 сентября, 23 октября, 11 ноября, 20 ноября, 15 декабря, 21 декабря.
- Католические[6]: 28 января, 9 февраля, 14 февраля, 4 марта, 8 марта, 18 марта, 20 марта, 29 марта, 24 мая, 27 июня, 7 июля, 9 июля, 22 июля, 1 августа, 2 октября, 9 октября, 28 октября.